# Churchill Brothers Sports Club
El Churchill Brothers SC es un club de fútbol de India de la ciudad de Goa. Fue fundado en 1988 y juega en la I-League.
Es uno de los mejores equipos del país, habiendo ganado la Liga de Goa en siete ocasiones, siendo la última en 2008. Descendió en la temporada 2004-05, el club jugó en la Segunda División en 2005-06, en la temporada 2006-07 volvió a la NFL, en la temporada 2007-08 terminó segundo por diferencia de goles, y en la temporada 2008-09 terminó en primer lugar coronándose por primera vez.

## Uniforme
- Uniforme titular: Camiseta blanca, pantalón blanco, medias blancas.
- Uniforme alternativo: Camiseta roja, pantalón rojo, medias rojas.

## Estadio

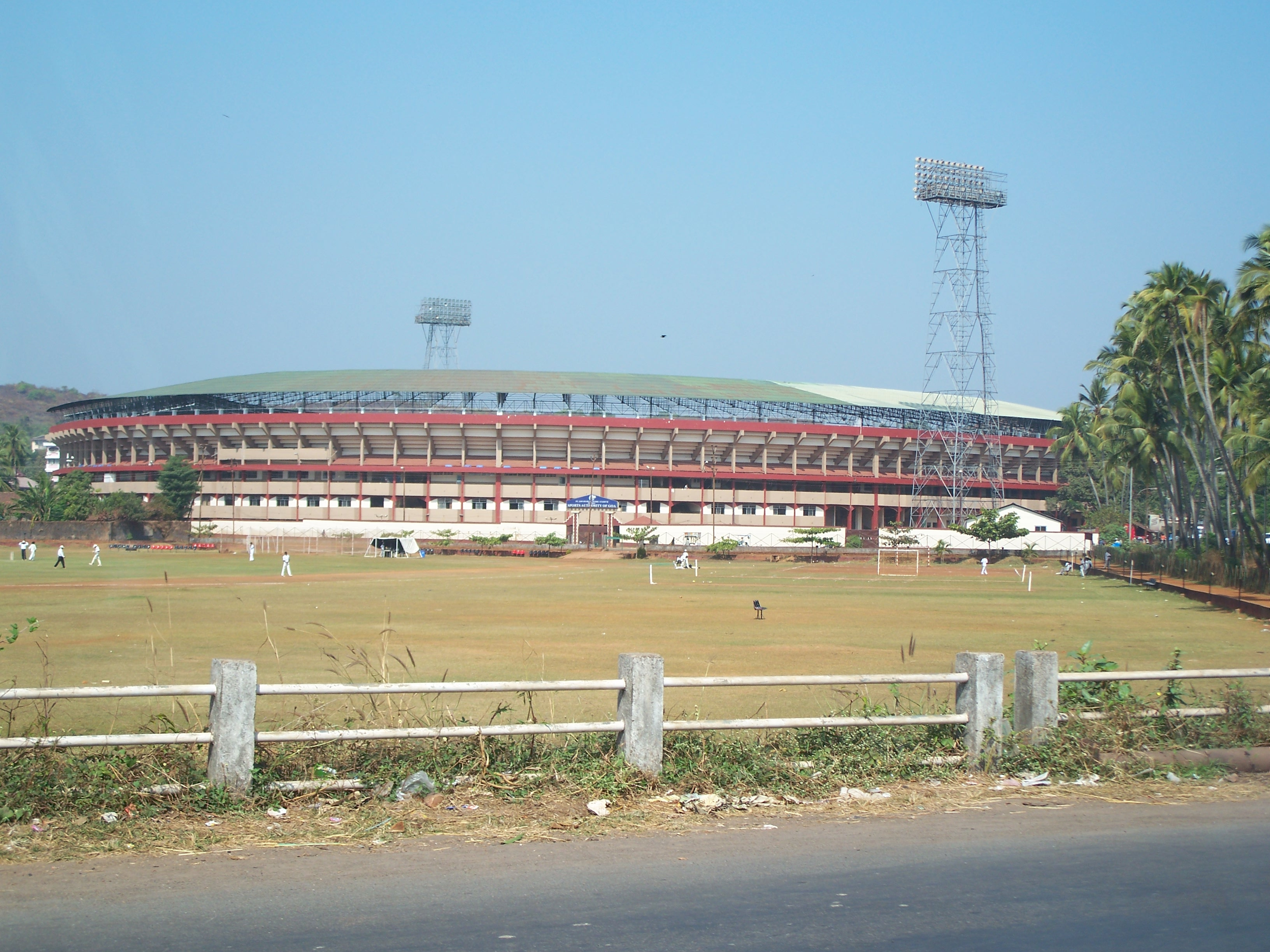
Estadio Fatorda.

## Jugadores Históricos
| - Cristhian Lagos - Roberto Fernandes - Mahesh Gawli - Freddy Mascarenhas - Ravi Chinappa Prakash | - Bungo Thomchok Singh - Gouramangi Moraingtem Singh - Gurjinder Singh - Virender Singh - Noel Wilson | - Abhishek Yadav - I M Vijayan - Nicholas Muyoti - Emeka Ezeugo - Igor Shkvyrin |

## Palmarés
- I-League (1): 2008-09, 2012-2013
- Copa Durand (3): 2007, 2009, 2011
- IFA Shield (2): 2009, 2011
- Liga de fútbol de Goa (7): 1996, 1997, 1998, 1999, 2000, 2001, 2008

## Participación en competiciones de la AFC
- Liga de Campeones de la AFC: 2 apariciones

2003 - Segunda ronda
2010 - Ronda Preliminar
- Copa de Clubes de Asia: 1 aparición

1998 - Primera ronda clasificatoria
- Copa AFC: 2 apariciones

2010 - Octavos de final
2013 -

### Plantilla 2014
- = Lesionado de larga duración
- = Capitán

### Altas 2014
| Altas                  |           |                      |          |
| Jugador                | Posición  | Procedencia          | Tipo     |
| Hugo Machado           | Defensa   | Fuerte San Francisco | Traspaso |
| Amoreirinha            | Defensa   | Vitória Setúbal      | Traspaso |
| Mahmoud Mohammad Kojok | Delantero | Al Ansar             | Traspaso |
| Abdelhamid Shabana     | Delantero | Al-Ahly              | Traspaso |
| Cristhian Lagos        | Delantero | Deportivo Saprissa   | Traspaso |

### Bajas 2014
| Bajas             |           |                      |          |
| Jugador           | Posición  | Destino              | Tipo     |
| Bas van den Brink | Defensa   | VV IJsselmeervogels  | Traspaso |
| Balal Arezou      | Delantero | Asker Fotball        | Traspaso |
| Sunil Chhetri     | Delantero | Sporting de Lisboa B | Traspaso |
| Henry Antchouet   | Delantero | Fuerte San Francisco | Traspaso |